# Juschno-Uralskaja schelesnaja doroga

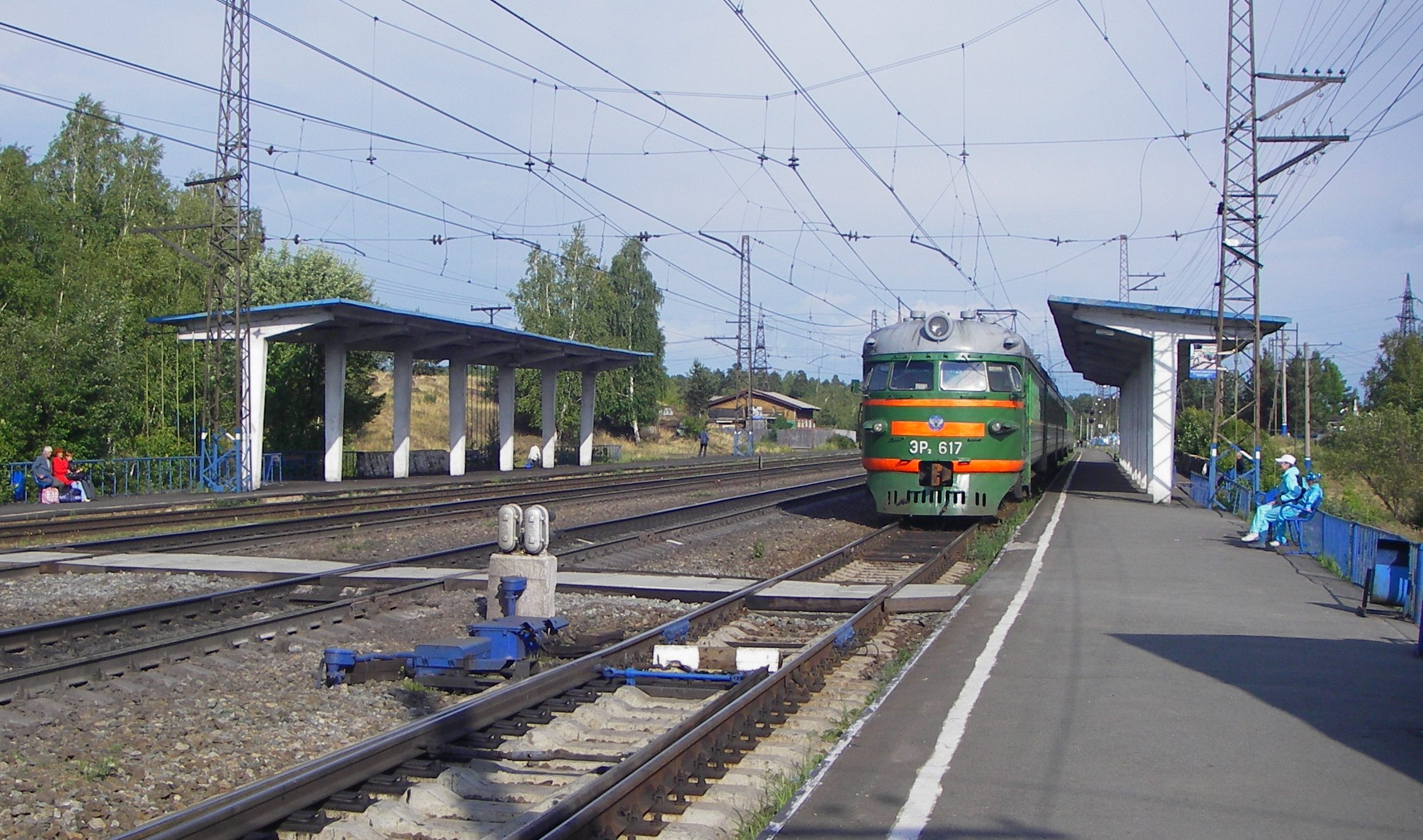
Regionalbahnhof Kissegatsch (Oblast Tscheljabinsk) mit einem abfahrenden Nahverkehrszug

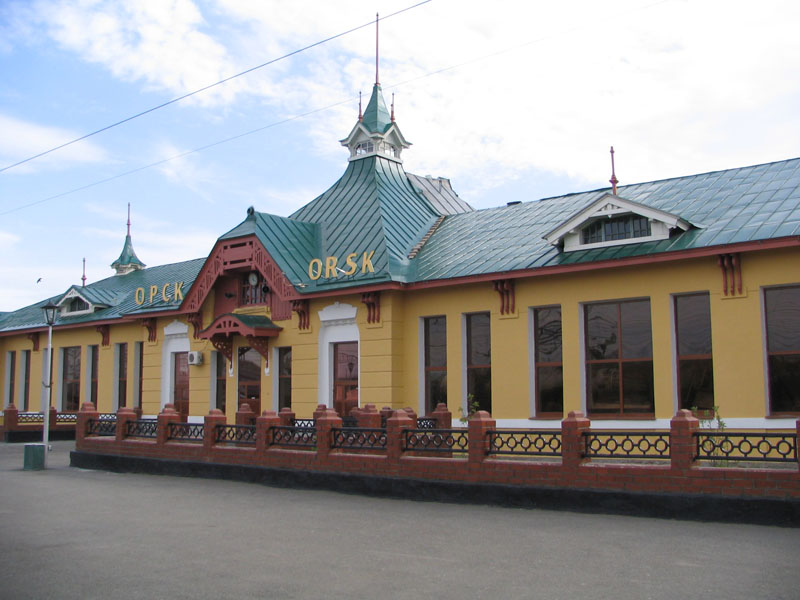
Der Hauptbahnhof von Orsk

Die Südural-Eisenbahn (russisch Ю́жно-Ура́льская желе́зная доро́га / Juschno-Uralskaja schelesnaja doroga) ist eine bahnbetrieblich selbständige Regionaldirektion der Russischen Staatsbahnen (RŽD). Unter ihrer Verwaltung steht ein 4807 Kilometer langes Eisenbahn-Streckennetz in der südlichen Ural-Region Russlands.
Das Einzugsgebiet der Direktion umfasst im Wesentlichen die Oblaste Kurgan, Orenburg und Tscheljabinsk; einige der von ihr betriebenen Strecken reichen zudem in die Oblaste Omsk, Samara und Swerdlowsk, die Teilrepublik Baschkortostan sowie grenzüberschreitend bis ins nördliche Kasachstan. Innerhalb Russlands schließt sich das Südural-Netz an die Netze der Wolga-Direktion (südwestlich), der Kuibyschewer Direktion (westlich), der Swerdlowsker Direktion (nördlich) und der Westsibirischen Direktion (östlich) an. Der Verwaltungssitz der Südural-Eisenbahna befindet sich in Tscheljabinsk.
Im Jahr 2008 beförderte die Direktion 18,374 Millionen Personen im Fern- und 23,636 Millionen im Nahverkehr sowie 322 Millionen Tonnen Fracht im Güterverkehr. Die Mitarbeiterzahl belief sich auf 51.185 Personen.

## Geschichte
Wie es auch beim Schienennetz des mittleren und des nördlichen Urals der Fall war (siehe Swerdlowskaja schelesnaja doroga), war auch der Eisenbahnbau im Südural eng mit der Industrialisierung dieser Region im 19. Jahrhundert verbunden. Die erste im Südural verlegte Strecke war die heutige Transsibirische Eisenbahn auf ihrem Abschnitt von Slatoust nach Tscheljabinsk, der 1892 in Betrieb ging. Im Anschluss daran begann der Bau einer Fortsetzungsstrecke ins westliche Sibirien; das erste Teilstück hiervon (Tscheljabinsk–Kurgan) wurde 1893 eröffnet. 1895 wurde eine Anschlussstrecke zur Ural-Eisenbahn von Tscheljabinsk bis Jekaterinburg errichtet. Die Strecken erwiesen sich Anfang des 20. Jahrhunderts als äußerst rentabel insbesondere im Güterverkehr, so dass bis 1914 umfassende Erweiterungs- und Modernisierungsmaßnahmen an der Infrastruktur durchgeführt wurden. Im Russischen Bürgerkrieg nahmen Teile der Transsib erhebliche Schäden, die Linie spielte aber auch eine wichtige Rolle bei den Kriegstransporten.
Nach 1917 ging das russische Schienennetz in das Staatseigentum über. Die Transsibirische Bahn wurde den jeweiligen Regionaldirektionen der Staatsbahnen zugeordnet, so dass auf diese Weise 1934 die Südural-Direktion gebildet wurde. Im Zweiten Weltkrieg spielte das Südural-Netz eine wichtige Rolle im Zuge der Evakuierung einer Vielzahl von Großbetrieben aus dem europäischen Teil der Sowjetunion ins Hinterland. In der Nachkriegszeit wurden große Teile des Streckennetzes elektrifiziert.

## Heutige Struktur
Die Südural-Eisenbahn besitzt Regionalabteilungen in Kurgan, Orsk, Tscheljabinsk sowie im kasachischen Petropawl. Der Direktion sind außerdem drei Parkeisenbahnbetriebe in Kurgan, Orenburg und Tscheljabinsk untergeordnet.